# Steele County (North Dakota)
Steele County ist ein County im Bundesstaat North Dakota der Vereinigten Staaten. Der Verwaltungssitz (County Seat) ist Finley.

## Geographie
Das County liegt fast im äußersten Osten von North Dakota, ist etwa 65 km von Minnesota entfernt und hat eine Fläche von 1853 Quadratkilometern, wovon 8 Quadratkilometer Wasserfläche sind. Es grenzt im Uhrzeigersinn an folgende Countys: Grand Forks County, Traill County, Cass County, Barnes County, Griggs County und Nelson County.

## Geschichte
Steele County wurde am 8. März 1883 gebildet und am 13. Juni des gleichen Jahres abschließend organisiert. Benannt wurde es entweder nach Edward H. Steele, einem Finanzmanager der Red River Land Company, oder Franklin Steele, einem erfolgreichen Unternehmer in der Holzwirtschaft und Großgrundbesitzer im Dakota-Territorium.
Drei Bauwerke des Countys sind im National Register of Historic Places eingetragen (Stand 1. April 2018).

## Demografische Daten

Alterspyramide des Steele County

Nach der Volkszählung im Jahr 2000 lebten im Steele County 2.258 Menschen in 923 Haushalten und 635 Familien. Die Bevölkerungsdichte betrug 1 Einwohner pro Quadratkilometer. Ethnisch betrachtet setzte sich die Bevölkerung zusammen aus 98,32 Prozent Weißen, 0,04 Prozent Afroamerikanern, 0,62 Prozent amerikanischen Ureinwohnern, 0,04 Prozent Asiaten und 0,22 Prozent aus anderen ethnischen Gruppen; 0,75 Prozent stammten von zwei oder mehr Ethnien ab. 0,18 Prozent der Bevölkerung waren spanischer oder lateinamerikanischer Abstammung.
Von den 923 Haushalten hatten 29,7 Prozent Kinder und Jugendliche unter 18 Jahre, die bei ihnen lebten. 62,3 Prozent waren verheiratete, zusammenlebende Paare, 4,4 Prozent waren allein erziehende Mütter, 31,2 Prozent waren keine Familien, 28,3 Prozent waren Singlehaushalte und in 13,1 Prozent lebten Menschen im Alter von 65 Jahren oder darüber. Die Durchschnittshaushaltsgröße betrug 2,45 und die durchschnittliche Familiengröße lag bei 3,01 Personen.
Auf das gesamte County bezogen setzte sich die Bevölkerung zusammen aus 27,6 Prozent Einwohnern unter 18 Jahren, 4,7 Prozent zwischen 18 und 24 Jahren, 23,1 Prozent zwischen 25 und 44 Jahren, 25,0 Prozent zwischen 45 und 64 Jahren und 19,6 Prozent waren 65 Jahre alt oder darüber. Das Durchschnittsalter betrug 41 Jahre. Auf 100 weibliche Personen kamen 107,2 männliche Personen. Auf 100 Frauen im Alter von 18 Jahren oder darüber kamen statistisch 108,7 Männer.
Das jährliche Durchschnittseinkommen eines Haushalts betrug 35.757 USD, das Durchschnittseinkommen der Familien betrug 43.914 USD. Männer hatten ein Durchschnittseinkommen von 30.104 USD, Frauen 20.694 USD. Das Prokopfeinkommen betrug 17.601 USD. 5,0 Prozent der Familien und 7,1 Prozent Familien lebten unterhalb der Armutsgrenze. Davon waren 8,0 Prozent Kinder oder Jugendliche unter 18 Jahre und 3,6 Prozent waren Menschen über 65 Jahre.